# Демократическая партия Арцаха

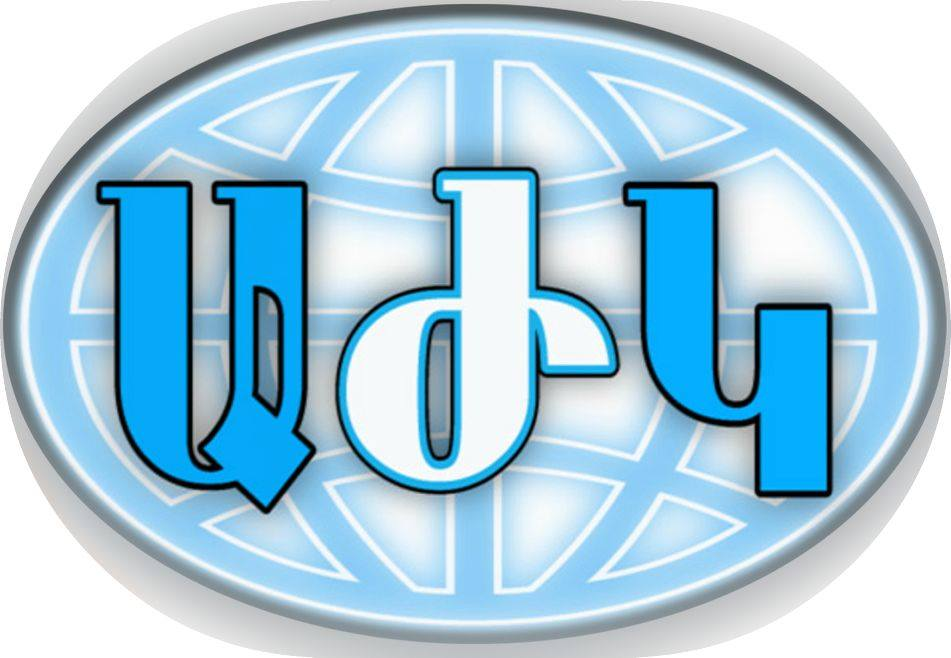
Старый логотип Демократической партии Арцаха

Демократическая партия Арцаха (арм. Արցախի ժողովրդավարական կուսակցություն) — политическая партия, действовавшая в непризнанной Нагорно-Карабахской Республике. Была основана 30 января 2005 года. До этого, в 2000—2005 годах, действовала как общественно-политическая организация Союз «Демократический Арцах». Председатель партии — Ашот Гулян, который в 2005—2020 годах являлся председателем Национального собрания НКР.
На выборах 2000 года, одержала победу с небольшим преимуществом. На выборах 2005 года ДПА получила большинство голосов избирателей и сформировала в Национальном собрании фракцию «Демократия». Передвыборами 2010 года фракция была переформирована, в её состав входили 10 депутатов. По итогам выборов 2015 года в состав фракции вошли 6 членов (4 депутата — по пропорциональной системе и 2 — по мажоритарной системе). На выборах 2020 года получила 2 места.
17 апреля 2015 года Демократическая партия Арцаха была избрана ассоциированным членом Европейского свободного альянса. 2 сентября 2015 года в Степанакерте (Ханкенди) председатель ДПА Ашот Гулян и глава Европейского свободного альянса Франсуа Альфонси подписали Декларацию о сотрудничестве.
В представительстве Арцаха в Ереване существует фракция партии 